# 堺正光
堺 正光（さかい まさてる）は、日本の実業家。旭化成建材株式会社・元代表取締役社長。

## 人物・経歴
長野県出身。1980年一橋大学商学部卒業、旭化成工業（現旭化成）入社。2010年旭化成建材・取締役に就任。2015年に発覚したパークシティLaLa横浜杭打ち工事データ偽装問題には取締役常務執行役員として対応し、記者会見で管理担当者につき「ルーズな人間で、事務処理が苦手そうだなと感じた」などと説明を行った。2016年から旭化成建材代表取締役社長を務め、杭打ち工事データ偽装問題に対応し、参議院国土交通委員会に参考人として出席するなどした。
2020年、旭化成建材・社長を退任。